# 2001-es U17-es labdarúgó-világbajnokság
A 2001-es U17-es labdarúgó-világbajnokságot Trinidad és Tobagóban rendezték 2001. szeptember 13. és szeptember 30. között. A világbajnokságon 1984. január 1. után született labdarúgók vehettek részt. A tornát a francia csapat nyerte meg.

## Helyszínek
| Város         | Stadion                 |
| ------------- | ----------------------- |
| Port of Spain | Hasely Crawford Stadion |
| Bacolet       | Dwight Yorke Stadion    |
| Couva         | Ato Boldon Stadion      |
| Marabella     | Manny Ramjohn Stadion   |
| Malabar       | Larry Gomes Stadion     |

## Csapatok
| Szövetség                                         | Selejtező torna                                 | Csapatok                                     |
| ------------------------------------------------- | ----------------------------------------------- | -------------------------------------------- |
| AFC (Ázsia)                                       | 2000-es U17-es Ázsia-kupa                       | Omán · Irán · Japán                          |
| CAF (Afrika)                                      | 2001-es U17-es Afrika-kupa                      | Nigéria · Burkina Faso · Mali                |
| CONCACAF (Észak és Közép-amerikai, Karibi térség) | 2001-es U17-es CONCACAF-aranykupa               | Egyesült Államok · Costa Rica                |
| CONMEBOL (Dél-Amerika)                            | 2001-es U17-es dél-amerikai Labdarúgó-bajnokság | Argentína · Brazília · Paraguay              |
| OFC (Óceánia)                                     | 2001-es U17-es óceániai Selejtező-torna         | Ausztrália                                   |
| UEFA (Európa)                                     | 2001-es U16-os labdarúgó-Európa-bajnokság       | Spanyolország · Franciaország · Horvátország |
| Rendező ország                                    | Rendező ország                                  | Trinidad és Tobago                           |

## Csoportkör
A csoportok első két helyezettje jutott tovább a negyeddöntőkbe, onnantól egyeneses kieséses rendszerben folytatódtak a küzdelmek.
A mérkőzések kezdési időpontjai helyi idő szerint vannak feltüntetve.
| Jelmagyarázat                                                            |
| ------------------------------------------------------------------------ |
| A csoportok első két helyezettje bejutott az egyenes kieséses szakaszba. |
| A csoportok harmadik és negyedik helyezettjei kiestek.                   |

### A csoport
| Csapat             | M | Gy | D | V | G+ | G– | Gk | P |
| ------------------ | - | -- | - | - | -- | -- | -- | - |
| Brazília           | 3 | 3  | 0 | 0 | 10 | 2  | +8 | 9 |
| Ausztrália         | 3 | 2  | 0 | 1 | 5  | 1  | +4 | 6 |
| Horvátország       | 3 | 1  | 0 | 2 | 3  | 8  | –5 | 3 |
| Trinidad és Tobago | 3 | 0  | 0 | 3 | 2  | 9  | –7 | 0 |

| 2001. szeptember 13. 13:00 |

| Trinidad és Tobago | 1–2               | Horvátország                           |
| ------------------ | ----------------- | -------------------------------------- |
| Blackman 57'       | (0–0) Jegyzőkönyv | Kranjčar 43' (11-esből) 67' (11-esből) |

| Hasely Crawford Stadion, Port of Spain Nézőszám: 10 500 Játékvezető: Daniel Giménez (argentin) |

| 2001. szeptember 14. 18:00 |

| Ausztrália | 0–1               | Brazília     |
| ---------- | ----------------- | ------------ |
|            | (0–0) Jegyzőkönyv | Anderson 76' |

| Hasely Crawford Stadion, Port of Spain Nézőszám: 10 800 Játékvezető: Michal Beneš (cseh) |

| 2001. szeptember 16. 13:00 |

| Trinidad és Tobago | 0–1               | Ausztrália |
| ------------------ | ----------------- | ---------- |
|                    | (0–0) Jegyzőkönyv | Aguis 55'  |

| Hasely Crawford Stadion, Port of Spain Nézőszám: 25 100 Játékvezető: Alexandru Tudor (román) |

| 2001. szeptember 16. 15:30 |

| Horvátország | 1–3               | Brazília                                |
| ------------ | ----------------- | --------------------------------------- |
| Prijić 6'    | (1–1) Jegyzőkönyv | Bruno 7' Leandro Bomfim 57' Caetano 77' |

| Hasely Crawford Stadion, Port of Spain Nézőszám: 25 100 Játékvezető: Rodolfo Sibrian (salvadori) |

| 2001. szeptember 19. 17:00 |

| Brazília                                                    | 6–1               | Trinidad és Tobago |
| ----------------------------------------------------------- | ----------------- | ------------------ |
| Malzoni 7' Caetano 16' 41' 59' James 36' (öngól) Júnior 88' | (3–0) Jegyzőkönyv | Forbes 61'         |

| Hasely Crawford Stadion, Port of Spain Nézőszám: 26 000 Játékvezető: Husszin Isszá (iraki) |

| 2001. szeptember 19. 19:30 |

| Horvátország | 0–4               | Ausztrália                  |
| ------------ | ----------------- | --------------------------- |
|              | (0–2) Jegyzőkönyv | Smith 37' Danze 40' 46' 66' |

| Hasely Crawford Stadion, Port of Spain Nézőszám: 20 228 Játékvezető: Chukwudi Chukwujekwu (nigériai) |

### B csoport
| Csapat           | M | Gy | D | V | G+ | G– | Gk | P |
| ---------------- | - | -- | - | - | -- | -- | -- | - |
| Nigéria          | 3 | 3  | 0 | 0 | 8  | 1  | +7 | 9 |
| Franciaország    | 3 | 2  | 0 | 1 | 11 | 6  | +5 | 6 |
| Japán            | 3 | 1  | 0 | 2 | 2  | 9  | –7 | 3 |
| Egyesült Államok | 3 | 0  | 0 | 3 | 3  | 8  | –5 | 0 |

| 2001. szeptember 14. 17:00 |

| Egyesült Államok | 0–1               | Japán   |
| ---------------- | ----------------- | ------- |
|                  | (0–0) Jegyzőkönyv | Abe 43' |

| Dwight Yorke Stadion, Bacolet Nézőszám: 7500 Játékvezető: Paulo De Oliveira (brazil) |

| 2001. szeptember 14. 19:30 |

| Franciaország       | 1–2               | Nigéria              |
| ------------------- | ----------------- | -------------------- |
| Sinama-Pongolle 87' | (0–1) Jegyzőkönyv | Shaibu 24' Brown 75' |

| Dwight Yorke Stadion, Bacolet Nézőszám: 7000 Játékvezető: Ramesh Ramdhan (trinidadi) |

| 2001. szeptember 16. 16:00 |

| Japán | 0–4               | Nigéria                                                   |
| ----- | ----------------- | --------------------------------------------------------- |
|       | (0–2) Jegyzőkönyv | Shaibu 35' Opabunmi 39' Brown 83' Temile 90+1' (11-esből) |

| Dwight Yorke Stadion, Bacolet Nézőszám: 7500 Játékvezető: Lucílio Batista (portugál) |

| 2001. szeptember 16. 18:30 |

| Egyesült Államok                                | 3–5               | Franciaország                                    |
| ----------------------------------------------- | ----------------- | ------------------------------------------------ |
| Magee 19' Julio Colombo 28' (öngól) Johnson 75' | (2–2) Jegyzőkönyv | Sinama-Pongolle 4' 60' 65' Pietre 31' Meghni 48' |

| Dwight Yorke Stadion, Bacolet Nézőszám: 7000 Játékvezető: Ju Im Eun (dél-koreai) |

| 2001. szeptember 19. 17:00 |

| Nigéria              | 2–0               | Egyesült Államok |
| -------------------- | ----------------- | ---------------- |
| Shaibu 32' Ayuba 58' | (1–0) Jegyzőkönyv |                  |

| Dwight Yorke Stadion, Bacolet Nézőszám: 7500 Játékvezető: Harry Attison (vanuatui) |

| 2001. szeptember 19. 19:30 |

| Japán    | 1–5               | Franciaország                                     |
| -------- | ----------------- | ------------------------------------------------- |
| Jano 67' | (0–3) Jegyzőkönyv | Pietre 11' Sinama-Pongolle 13' 54' 57' Drouin 15' |

| Dwight Yorke Stadion, Bacolet Nézőszám: 7315 Játékvezető: Daniel Giménez (argentin) |

### C csoport
| Csapat        | M | Gy | D | V | G+ | G– | Gk | P |
| ------------- | - | -- | - | - | -- | -- | -- | - |
| Argentína     | 3 | 2  | 1 | 0 | 9  | 4  | +5 | 7 |
| Burkina Faso  | 3 | 1  | 2 | 0 | 4  | 3  | +1 | 5 |
| Spanyolország | 3 | 1  | 0 | 2 | 4  | 6  | –2 | 3 |
| Omán          | 3 | 0  | 1 | 2 | 2  | 6  | –4 | 1 |

| 2001. szeptember 15. 16:00 |

| Omán         | 1–2               | Spanyolország          |
| ------------ | ----------------- | ---------------------- |
| Al-Hinai 22' | (1–0) Jegyzőkönyv | Torres 50' Melli 90+2' |

| Ato Boldon Stadion, Couva Nézőszám: 7500 Játékvezető: Samuel Richard Contreras (dominikai) |

| 2001. szeptember 15. 18:30 |

| Argentína             | 2–2               | Burkina Faso          |
| --------------------- | ----------------- | --------------------- |
| Correa 2' López 90+2' | (1–1) Jegyzőkönyv | Sanou 22' Conombo 79' |

| Ato Boldon Stadion, Couva Nézőszám: 7500 Játékvezető: Harry Attison (vanuatui) |

| 2001. szeptember 17. 17:00 |

| Spanyolország | 0–1               | Burkina Faso         |
| ------------- | ----------------- | -------------------- |
|               | (0–1) Jegyzőkönyv | Sanou 41' (11-esből) |

| Ato Boldon Stadion, Couva Nézőszám: 7500 Játékvezető: Kristinn Jakobsson (izlandi) |

| 2001. szeptember 17. 19:30 |

| Omán | 0–3               | Argentína                                 |
| ---- | ----------------- | ----------------------------------------- |
|      | (0–2) Jegyzőkönyv | López 10' Tévez 37' Colace 52' (11-esből) |

| Ato Boldon Stadion, Couva Nézőszám: 7500 Játékvezető: Divine Evehe (kameruni) |

| 2001. szeptember 20. 17:00 |

| Burkina Faso | 1–1               | Omán         |
| ------------ | ----------------- | ------------ |
| Nikiema 22'  | (1–1) Jegyzőkönyv | Al-Hinai 33' |

| Ato Boldon Stadion, Couva Nézőszám: 7000 Játékvezető: Alexandru Tudor (román) |

| 2001. szeptember 20. 19:30 |

| Spanyolország           | 2–4               | Argentína                                               |
| ----------------------- | ----------------- | ------------------------------------------------------- |
| Guillermo 23' Senel 30' | (2–1) Jegyzőkönyv | Colace 3' (11-esből) López 57' Zabaleta 72' Aguirre 83' |

| Ato Boldon Stadion, Couva Nézőszám: 9300 Játékvezető: Rodolfo Sibrian (salvadori) |

### D csoport
| Csapat     | M | Gy | D | V | G+ | G– | Gk | P |
| ---------- | - | -- | - | - | -- | -- | -- | - |
| Costa Rica | 3 | 2  | 0 | 1 | 5  | 2  | +3 | 6 |
| Mali       | 3 | 2  | 0 | 1 | 4  | 2  | +2 | 6 |
| Paraguay   | 3 | 2  | 0 | 1 | 5  | 6  | –1 | 6 |
| Irán       | 3 | 0  | 0 | 3 | 2  | 6  | –4 | 0 |

| 2001. szeptember 15. 16:00 |

| Mali       | 1–2               | Paraguay                      |
| ---------- | ----------------- | ----------------------------- |
| Traore 76' | (0–0) Jegyzőkönyv | Lopez 52' Jara 88' (11-esből) |

| Larry Gomes Stadion, Malabar Nézőszám: 4500 Játékvezető: Husszin Isszá (iraki) |

| 2001. szeptember 15. 18:30 |

| Irán | 0–2               | Costa Rica              |
| ---- | ----------------- | ----------------------- |
|      | (0–0) Jegyzőkönyv | Alonso 51' Azofeifa 76' |

| Larry Gomes Stadion, Malabar Nézőszám: 6500 Játékvezető: Chukwudi Chukwujekwu (nigériai) |

| 2001. szeptember 17. 17:00 |

| Paraguay | 0–3               | Costa Rica                  |
| -------- | ----------------- | --------------------------- |
|          | (0–0) Jegyzőkönyv | Alonso 75' 84' Azofeifa 82' |

| Larry Gomes Stadion, Malabar Nézőszám: 3500 Játékvezető: Michal Beneš (cseh) |

| 2001. szeptember 17. 19:30 |

| Mali          | 1–0               | Irán |
| ------------- | ----------------- | ---- |
| Coulibaly 38' | (1–0) Jegyzőkönyv |      |

| Larry Gomes Stadion, Malabar Nézőszám: 3270 Játékvezető: Ramesh Ramdhan (trinidadi) |

| 2001. szeptember 19. 17:00 |

| Costa Rica | 0–2               | Mali                     |
| ---------- | ----------------- | ------------------------ |
|            | (0–2) Jegyzőkönyv | Coulibaly 20' Diarra 33' |

| Larry Gomes Stadion, Malabar Nézőszám: 4000 Játékvezető: Paulo De Oliveira (brazil) |

| 2001. szeptember 19. 19:30 |

| Paraguay                     | 3–2               | Irán                 |
| ---------------------------- | ----------------- | -------------------- |
| Perez Matto 19' 42' Jara 66' | (1–0) Jegyzőkönyv | Ahmadzadeh 81' 90+3' |

| Larry Gomes Stadion, Malabar Nézőszám: 4000 Játékvezető: Kristinn Jakobsson (izlandi) |

## Egyenes kieséses szakasz
|  |                            |               |                          |                                |   |               |                                |                                |                                |                                |               |       |       |
|  | Negyeddöntők               | Negyeddöntők  | Negyeddöntők             |                                |   | Elődöntők     | Elődöntők                      | Elődöntők                      |                                |                                | Döntő         | Döntő | Döntő |
|  | Negyeddöntők               | Negyeddöntők  | Negyeddöntők             |                                |   | Elődöntők     | Elődöntők                      | Elődöntők                      |                                |                                | Döntő         | Döntő | Döntő |
|  | szeptember 23. – Bacolet   |               |                          |                                |   |               |                                |                                |                                |                                |               |       |       |
|  |                            |               |                          |                                |   |               |                                |                                |                                |                                |               |       |       |
|  | A1                         | Brazília      | 1                        |                                |   |               |                                |                                |                                |                                |               |       |       |
|  | A1                         | Brazília      | 1                        | szeptember 27. – Port of Spain |   |               |                                |                                |                                |                                |               |       |       |
|  | B2                         | Franciaország | 2                        |                                |   |               |                                |                                |                                |                                |               |       |       |
|  | B2                         | Franciaország | 2                        |                                |   | Franciaország | Franciaország                  | 2                              |                                |                                |               |       |       |
|  | szeptember 24. – Marabella |               |                          |                                |   | Franciaország | Franciaország                  | 2                              |                                |                                |               |       |       |
|  |                            |               | Argentína                | Argentína                      | 1 |               |                                |                                |                                |                                |               |       |       |
|  | C1                         | Argentína     | Argentína                | Argentína                      | 1 | 2             |                                |                                |                                |                                |               |       |       |
|  | C1                         | Argentína     |                          |                                |   | 2             | szeptember 30. – Port of Spain |                                |                                |                                |               |       |       |
|  | D2                         | Mali          | 1                        |                                |   |               |                                |                                |                                |                                |               |       |       |
|  | D2                         | Mali          | 1                        |                                |   | Franciaország | Franciaország                  | 3                              |                                |                                |               |       |       |
|  | szeptember 23. – Bacolet   |               |                          |                                |   | Franciaország | Franciaország                  | 3                              |                                |                                |               |       |       |
|  |                            |               | Nigéria                  | Nigéria                        | 0 |               |                                |                                |                                |                                |               |       |       |
|  | B1                         | Nigéria       | Nigéria                  | Nigéria                        | 0 | 5             |                                |                                |                                |                                |               |       |       |
|  | B1                         | Nigéria       | szeptember 27. – Malabar |                                |   | 5             |                                |                                |                                |                                |               |       |       |
|  | A2                         | Ausztrália    | 1                        |                                |   |               |                                |                                |                                |                                |               |       |       |
|  | A2                         | Ausztrália    | 1                        |                                |   | Nigéria       | Nigéria                        | 1                              | Bronzmérkőzés                  | Bronzmérkőzés                  | Bronzmérkőzés |       |       |
|  | szeptember 24. – Marabella |               |                          |                                |   | Nigéria       | Nigéria                        | 1                              | Bronzmérkőzés                  | Bronzmérkőzés                  | Bronzmérkőzés |       |       |
|  |                            |               | Burkina Faso             | Burkina Faso                   | 0 |               |                                | szeptember 30. – Port of Spain | szeptember 30. – Port of Spain | szeptember 30. – Port of Spain |               |       |       |
|  | D1                         | Costa Rica    | Burkina Faso             | Burkina Faso                   | 0 | 0             |                                | szeptember 30. – Port of Spain | szeptember 30. – Port of Spain | szeptember 30. – Port of Spain |               |       |       |
|  | D1                         | Costa Rica    |                          |                                |   |               |                                | Argentína                      | Argentína                      | 0                              |               |       |       |
|  | C2                         | Burkina Faso  | 2                        |                                |   |               |                                | Argentína                      | Argentína                      | 0                              |               |       |       |
|  | C2                         | Burkina Faso  | 2                        |                                |   | Burkina Faso  | Burkina Faso                   | 2                              |                                |                                |               |       |       |
|  |                            |               |                          |                                |   | Burkina Faso  | Burkina Faso                   | 2                              |                                |                                |               |       |       |

### Negyeddöntők
| 2001. szeptember 23. 16:30 |

| Brazília     | 1–2               | Franciaország                     |
| ------------ | ----------------- | --------------------------------- |
| Alberoni 70' | (0–2) Jegyzőkönyv | Sinama-Pongolle 38' Le Tallec 40' |

| Dwight Yorke Stadion, Bacolet Nézőszám: 7500 Játékvezető: Ramesh Ramdhan (trinidadi) |

| 2001. szeptember 23. 19:30 |

| Nigéria                                                 | 5–1               | Ausztrália |
| ------------------------------------------------------- | ----------------- | ---------- |
| Opabunmi 24' (11-esből) 69' 79' Mohammed 81' Temile 85' | (1–0) Jegyzőkönyv | Engele 86' |

| Dwight Yorke Stadion, Bacolet Nézőszám: 8000 Játékvezető: Kristinn Jakobsson (izlandi) |

| 2001. szeptember 24. 16:30 |

| Argentína                | 2–1 (h. u.)       | Mali       |
| ------------------------ | ----------------- | ---------- |
| Rodriguez 38' Fanari 96' | (1–1) Jegyzőkönyv | Diarra 35' |

| Manny Ramjohn Stadion, Marabella Nézőszám: 8000 Játékvezető: Lucílio Batista (portugál) |

| 2001. szeptember 24. 19:30 |

| Costa Rica | 0–2               | Burkina Faso         |
| ---------- | ----------------- | -------------------- |
|            | (0–0) Jegyzőkönyv | Gorogo 56' Sanou 84' |

| Manny Ramjohn Stadion, Marabella Nézőszám: 8700 Játékvezető: Harry Attison (vanuatui) |

### Elődöntők
| 2001. szeptember 27. 16:30 |

| Franciaország             | 2–1               | Argentína |
| ------------------------- | ----------------- | --------- |
| Le Tallec 56' Berthod 58' | (0–0) Jegyzőkönyv | Tevez 49' |

| Hasely Crawford Stadion, Port of Spain Nézőszám: 9200 Játékvezető: Divine Evehe (kameruni) |

| 2001. szeptember 27. 19:30 |

| Nigéria                | 1–0               | Burkina Faso |
| ---------------------- | ----------------- | ------------ |
| Opabunmi 4' (11-esből) | (1–0) Jegyzőkönyv |              |

| Larry Gomes Stadion, Malabar Nézőszám: 7500 Játékvezető: Samuel Richard Contreras (dominikai) |

### Bronzmérkőzés
| 2001. szeptember 30. 15:30 |

| Argentína | 0–2               | Burkina Faso           |
| --------- | ----------------- | ---------------------- |
|           | (0–1) Jegyzőkönyv | Gorogo 30' Conombo 78' |

| Hasely Crawford Stadion, Port of Spain Nézőszám: 25 000 Játékvezető: Husszin Isszá (iraki) |

### Döntő
| 2001. szeptember 30. 18:00 |

| Franciaország                                | 3–0               | Nigéria |
| -------------------------------------------- | ----------------- | ------- |
| Sinama-Pongolle 34' Le Tallec 53' Pietre 81' | (1–0) Jegyzőkönyv |         |

| Hasely Crawford Stadion, Port of Spain Nézőszám: 20 790 Játékvezető: Lucilio Cardoso Batista (portugál) |

## Díjak
| A 2001-es U17-es labdarúgó-világbajnokság győztese |
| -------------------------------------------------- |
| · Franciaország · 1. cím                           |

| FIFA Aranycipő:         | FIFA Aranylabda:        | FIFA Fair Play díj: |
| ----------------------- | ----------------------- | ------------------- |
| Florent Sinama-Pongolle | Florent Sinama-Pongolle | Nigéria             |

## Gólszerzők
9 gólos
- Florent Sinama-Pongolle

5 gólos
- Femi Opabunmi

4 gólos
- Caetano